# 科爾鎮區 (密蘇里州弗農縣)
科爾鎮區（英語：Coal Township）是位於美國密蘇里州弗農縣的一個行政鎮區。

## 地方資料
科爾鎮區的面積為88.48平方千米，當中陸地面積為87.82平方千米，而水域面積為0.66平方千米。根據2020年美國人口普查的數據，當地共有人口239人，而人口密度為每平方千米2.7人。